# مات کارترایت
مات کارترایت (به انگلیسی: Matt Cartwright) نمایندهٔ حوزه انتخابیه هفدهم پنسیلوانیا از حزب دموکرات ایالات متحده آمریکا در مجلس نمایندگان ایالات متحده آمریکا است که برای نخستین‌بار در ۶ ژانویه ۲۰۱۳ میلادی به‌عضویت این مجلس درآمد.